# J. B. Artés
Joaquín o Joaquim Berenguer i Artés, más conocido como J. B. Artés, fue un guionista de cómic español, nacido en Moncada y Reixach en 1924.

## Biografía
Joaquim Berenguer i Artés trabajaba en una fundición cuando su cuñado Emilio Giralt Ferrando le pidió que le escribiese el guion de su primer cuaderno de aventuras propio, El Diablo de los mares (1947). Ese mismo año empezó a trabajar también con Juan Martínez Osete.
Posteriormente, logró el puesto de Oficial de la Guardia Urbana de Barcelona, pero siguió produciendo historietas tan populares como El Puma (1952) y Red Dixon (1954).

## Obra
| Años | Título                             | Dibujante        | Tipo   | Publicación               |
| ---- | ---------------------------------- | ---------------- | ------ | ------------------------- |
| 1947 | Diablo de los Mares, El            | Ferrando         | Serial | Toray                     |
| 1947 | Yelmo Negro                        | Osete            | Serial | Toray                     |
| 1949 | Zarpa de León                      | Ferrando, Osete  | Serial | Toray                     |
| 1950 | Hijo del Diablo de los Mares, El   | Boixcar          | Serial | Toray                     |
| 1950 | Castor, el Invencible              | Osete            | Serial | Marco                     |
| 1951 | Hombres de Acero: El príncipe loco | Ferrando         | Serial | Toray                     |
| 1951 | Capitán Deriva, El                 | Ferrando, Vintró | Serial | Toray                     |
| 1952 | Puma, El                           | Osete            | Serial | Marco                     |
| 1954 | Sombra Justiciera, La              | Ferrando, Osete  | Serial | Ferma                     |
| 1954 | Red Dixon                          | Osete            | Serie  | Marco                     |
| 1956 | Lami y Pamifilio                   | Ferrando         | Serial | Toray: Hombres Intrépidos |
| 1957 | Sombra Justiciera, La              | Ferrando         | Serie  | Sandalio                  |
| 1958 | Bill Kraker                        | Ferrando         | Serial | Toray                     |